# 60 Cancri
60 Cancri è una stella gigante arancione di magnitudine 5,45 situata nella costellazione del Cancro. Dista 690 anni luce dal sistema solare.

## Osservazione
Si tratta di una stella situata nell'emisfero celeste boreale; grazie alla sua posizione non fortemente boreale, può essere osservata dalla gran parte delle regioni della Terra, sebbene gli osservatori dell'emisfero nord siano più avvantaggiati. Nei pressi del circolo polare artico appare circumpolare, mentre resta sempre invisibile solo in prossimità dell'Antartide. La sua magnitudine pari a 5,4 fa sì che possa essere scorta solo con un cielo sufficientemente libero dagli effetti dell'inquinamento luminoso.
Il periodo migliore per la sua osservazione nel cielo serale ricade nei mesi compresi fra dicembre e maggio; da entrambi gli emisferi il periodo di visibilità rimane indicativamente lo stesso, grazie alla posizione della stella non lontana dall'equatore celeste.

## Caratteristiche fisiche
La stella è una gigante arancione di tipo spettrale K5III, 670 volte più luminosa del Sole; possiede una magnitudine assoluta di -1,19 e la sua velocità radiale positiva indica che la stella si sta allontanando dal sistema solare.
Recentemente è stata misurata anche una sua variabilità, tuttavia, nonostante abbia ricevuto la designazione di NSV 4308, l'AAVSO non la indica come stella variabile.

## Occultazioni
Per la sua posizione prossima all'eclittica, è talvolta soggetta ad occultazioni da parte della Luna e, più raramente, dei pianeti, generalmente quelli interni.
Le ultime occultazioni lunari avvennero rispettivamente alle date:
1. 11 gennaio 2012[5]
2. 13 settembre 2012[6]
3. 4 dicembre 2012[7]
4. 24 febbraio 2013[8]
5. 24 novembre 2013[9]
6. 13 febbraio 2014[10]